# Muestra Internacional de Cine realizado por Mujeres
La Muestra Internacional de Cine Realizado por Mujeres de Zaragoza es una de las muestras de cine realizado por mujeres más consolidadas del Estado español, con veinticinco años de experiencia, que desde 1997 se celebra anualmente en la capital de Aragón.
Organizada desde el Seminario Interdisciplinar de Estudios de la Mujer (SIEM), la muestra tiene como objetivo acercar al público el trabajo cinematográfico de las mujeres a través de la recuperación y exhibición de la obra de cineastas del pasado, así como propiciar el diálogo entre las cineastas actuales y la audiencia. La Muestra ha ido ampliando durante estos años sus actividades, siempre relacionadas con el cine y las mujeres.
Nacida en 1997 en el seno del Seminario Interdisciplinar de Estudios de la Mujer de la Universidad de Zaragoza, la Muestra está concebida como un espacio de visibilización del cine realizado por mujeres desde todos los ámbitos de la creación cinematográfica. Contribuye a recuperar el trabajo cinematográfico de las mujeres, al demostrar que se trata de una aportación fundamental y no complementaria a la historia del cine y hace un homenaje a realizadoras de prestigio por su trayectoria profesional, que pueden presentar su obra y dialogar con el público. Desde hace unos años, la muestra cuenta con la colaboración del colectivo universitario Odeonia y su sede principal está ubicada en el Centro de Historias de Zaragoza. También se trabaja en colaboración con la escuela de cine Un Perro Andaluz y con el Consejo de la Juventud de Zaragoza para la realización de la Sesión Nuevos Públicos que tiene como objetivo acercar el cine comprometido a los más jóvenes. En algunas ediciones se ha incluido una sección de videoarte y también se ha ido ampliando el abanico de actividades con exposiciones, presentaciones de libros, representaciones de teatro, mesas redondas, conferencias y talleres.

## Declaración de intenciones
Muchas son las personas que se preguntan actualmente el por qué de una muestra de cine realizado por mujeres. Dicen, y no sin razón, que el sexo de quien dirige una película, como cualquier otro profesional, no debería ser motivo de distinción ni de exclusión. Y ésta es, precisamente, la razón por la que seguimos un año más al pie del cañón. Los datos que proporciona CIMA son muy reveladores. ¿Sabías que sólo un 8% de las películas que se producen en nuestro país están dirigidas por una mujer? En relación con el guión y la producción, las películas con participación femenina no llegan al 20% (…) La creación audiovisual en nuestro país está prácticamente en manos de los hombres. Algo que se repite, y con peores datos, en países de todo el mundo. La bicicleta verde (Haifaa Al-Mansour, 2002) ha sido la primera película dirigida por una mujer en Arabia Saudita. Por eso seguimos creyendo, diecisiete años después de nuestro nacimiento como Muestra, en la visibilización del cine realizado por mujeres.

## Secciones
Las secciones han cambiado a lo largo de las ediciones de la Muestra. Las más destacadas son:

### Panorama de actualidad
- Largometrajes de ficción realizados por mujeres sin distribución en Zaragoza.

### Documenta
- Documentales internacionales para mostrar una visión del mundo mediante temas tratados desde el punto de vista de las mujeres.

### Cortos en femenino
- Iniciativa creada en 2002 por TRAMA (Coordinadora de Muestras y Festivales de cine, vídeo y multimedia dirigido por mujeres) con el objetivo de difundir la creación de cortometrajes realizados por mujeres del Estado español, lanzando una convocatoria abierta a todas las mujeres que durante el año han realizado algún cortometraje en cualquier formato.Muestra de Cine Internacional realizado por Mujeres. Cortos en Femenino «V Muestra de Cine Internacional realizado por Mujeres. Cortos en Femenino». Casa África.

### El vídeo del minuto. Un espacio propio, una película colectiva
- Iniciativa creada en 1998 por Drac Màgic y desde 2002 se propone desde la plataforma TRAMA. El objetivo es impulsar la creación audiovisual femenina y crear una base de datos que reúna la visión de las mujeres sobre distintos aspectos de la realidad. La convocatoria abierta está dirigida a todas las mujeres, profesionales o no, que quieran presentar una filmación en un único plano secuencia de sesenta segundos de duración sobre el tema propuesto desde la organización.

## Ediciones

### III Muestra (2000)

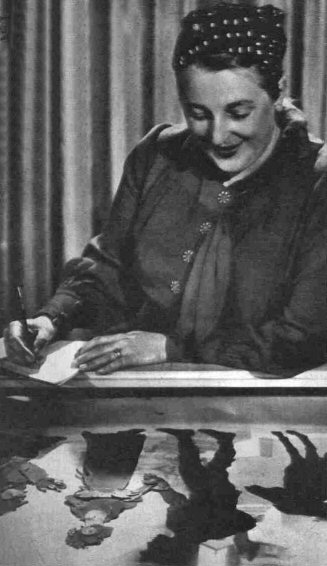
Lotte Reiniger

- Largometraje de animación: Las aventuras del príncipe Achmed (Lotte Reininger, 1923-26)
- Cortometrajes : Baja, corazón (Icíar Bollaín, 1992)/ Los amigos del muerto (Icíar Bollaín, 1994)/ El mandado (Pituka Ortega-Heilbron, 1998) / Sacrifictum (Pituka Ortega-Heilbron,1999)/ Lalia (Sílvia Munt, 1999)
- Documentales: Treinta años después (Marina Caba y Lourdes Izagirre,1998)/ Paris was a woman (Greta Schiller, 1995)/ It's elementary (Debra Chasnoff, 1996)
- Realizadoras aragonesas: El viaje en la memoria (Victoria Trigo)/ El vapor yuto (Compañía de teatro Totaorri)/ Intuición (Elena M. Cid)/ Anticreación (Raquel Casasús, Jesús García y Marisol Gil)/ Fantasma de espejo (Sofía Rodrigo y Germán Roda)
- Sesión especial dedicada a Eugenia Balcells : Boy Meet Girl (1978)/ 133 (1978-79)/ Álbum (1978)/ Fuga (1979)
- Sesión especial dedicada a Helena Taberna : Nerabe (1995)/ Emiliana (1994)/ Alsasua 1936 (1994)
- Conferencias: El viejo y la niña: Tristana a Galdós y Luis Buñuel a cargo de Carmen Peña-Ardid/ Cine independiente feminista a cargo de Marta Selva

### IV Muestra (2001)

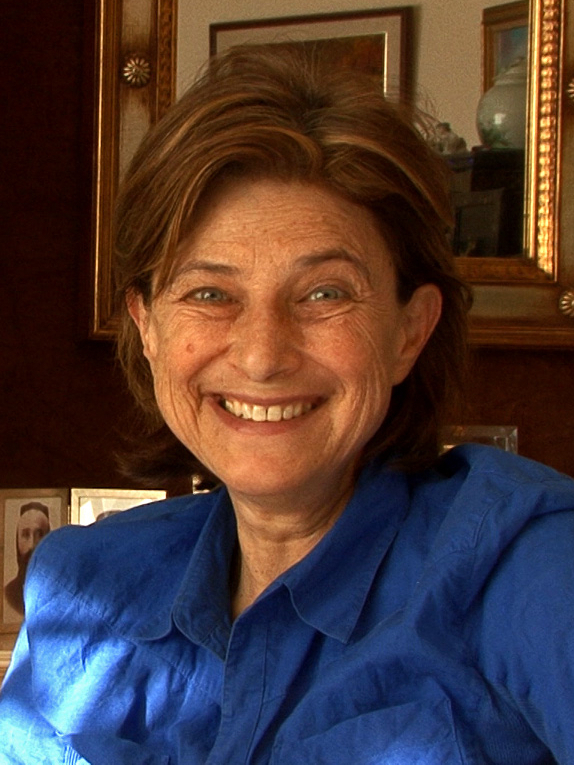
Chantal Akerman

- Largometrajes: Retrato de una mujer con hombre al fondo (Manane Rodríguez, 1997)/ Sur (Chantal Akerman, 1999)/ Lleve-moi (Léa Pool, 1998)/ But I'm a Cheerleader (Jamie Babbit, 2000)
- Documentales: ¡Debout! Une histoire du mouvement de liberación de las femmes 1970-1980 (Carole Roussopoulos, 1999)/ Rituales sonoros: Candombé (Mabel Maio, 1999)/ Macho (Lucinda Broadbent, 2000)
- Cortometrajes de animación: Begoña Vicario
- Cortometrajes: Pantalones (Ana Martínez, 2000)/ El infanticida ( Pilar Ruiz Gutiérrez, 1999)/ Amores que matan (Icíar Bollaín, 2000)/ María José Álvarez y Matha Clarissa Hernández: 1993), Blanco organza (2000), Lady Marshall (1990)/ Florencia de los ríos hondos y los tiburones grandes (Ishtar Yasin)/ El beso de la tierra (Lucinda Torre, 1999)
- Retrospectiva de Agnès Varda : Jacquot de Nantes (1990)/ Cléo de 5 à 7 (1961)/ La Opéra-Mouffe (1958)/ Du côté de la Côte (1958)/ Le sabotier du Val de Loire (1954)/ Plaisir de amour en Irán (1976)/ Las dichas Cariatides (1984)/ Réponse de femmes (1975)/ Tío Yanko (1967)/ Las demoiselles on eu 25 años (1992)/ El une chante, el otro paso (1976)/ Sans toit ni loi (1985)
- Conferencias: Los personajes femeninos en el cine de Fritz Lang a cargo de Lola Romero/ Chantal Akerman a cargo de Anna Solà
- Mesa redonda: La representación de las mujeres en las artes

### V Muestra (2002)

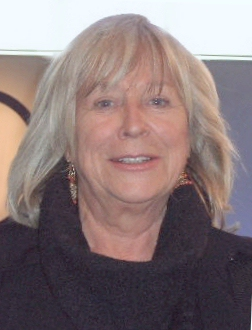
Margarethe von Trotta

- Películas programadas: Filmar el deseo. Un viaje a través del deseo de las mujeres (Marie Mandy, 2000)/ El segundo despertar de Khrista Klages (Margarethe von Trotta, 1977)/ De cierto modo (Sara Gómez, 1974) de hambre (Jutta Brückner, 1980)/ ¿Estoy guapa? (Doris Dorrie, 1998)/ ¿Qué hacer sin la muerte? (Elfi Mikesch, 1980)/ Sueño de la razón (Ula Stöckl, 1984)/ La boda (Susana Benito Po, 2000)/ Stolen Generations (Darlene Johnson, 2000)/ Palomitas en salsa Chutney (Nisha Ganatra, 1999)/ Die Balance des Glücks (Margarethe von Trotta)/ Los espigadores y la espigadora (Agnès Varda, 2000)/ Petite chérie (Anna Villacèque, 2000)/ Alemania, pálida madre (Helma Sanders-Brahms, 1979)/ Os, que (Yolanda Olmos Ruiz, 2000-2001)/ Italiano para principiantes (Lone Scherfig, 2000)
- Cortos en femenino: VO (Antonía San Juan)/ El sofá (Ana Morente Gómez)/ Me gusta ser mujer, a mi modo (EVHIM)/ Conversación (Marta Durán Cobos)/ Cinco Ganador (Áurea Martínez)/ El derecho de las patatas (Mercedes Gaspar)/ De gira (Joana Teixidor y Patricia Gea)/ Carol no te disparas (Lourdes Iglesias)/ Love is in the air (Remedios Crespo)/ El conde Inglés (Clara López Rubio)
- Conferencias: Las realizadoras alemanas de los años 70-80 a cargo de Marta Selva

### VI Muestra (2003)

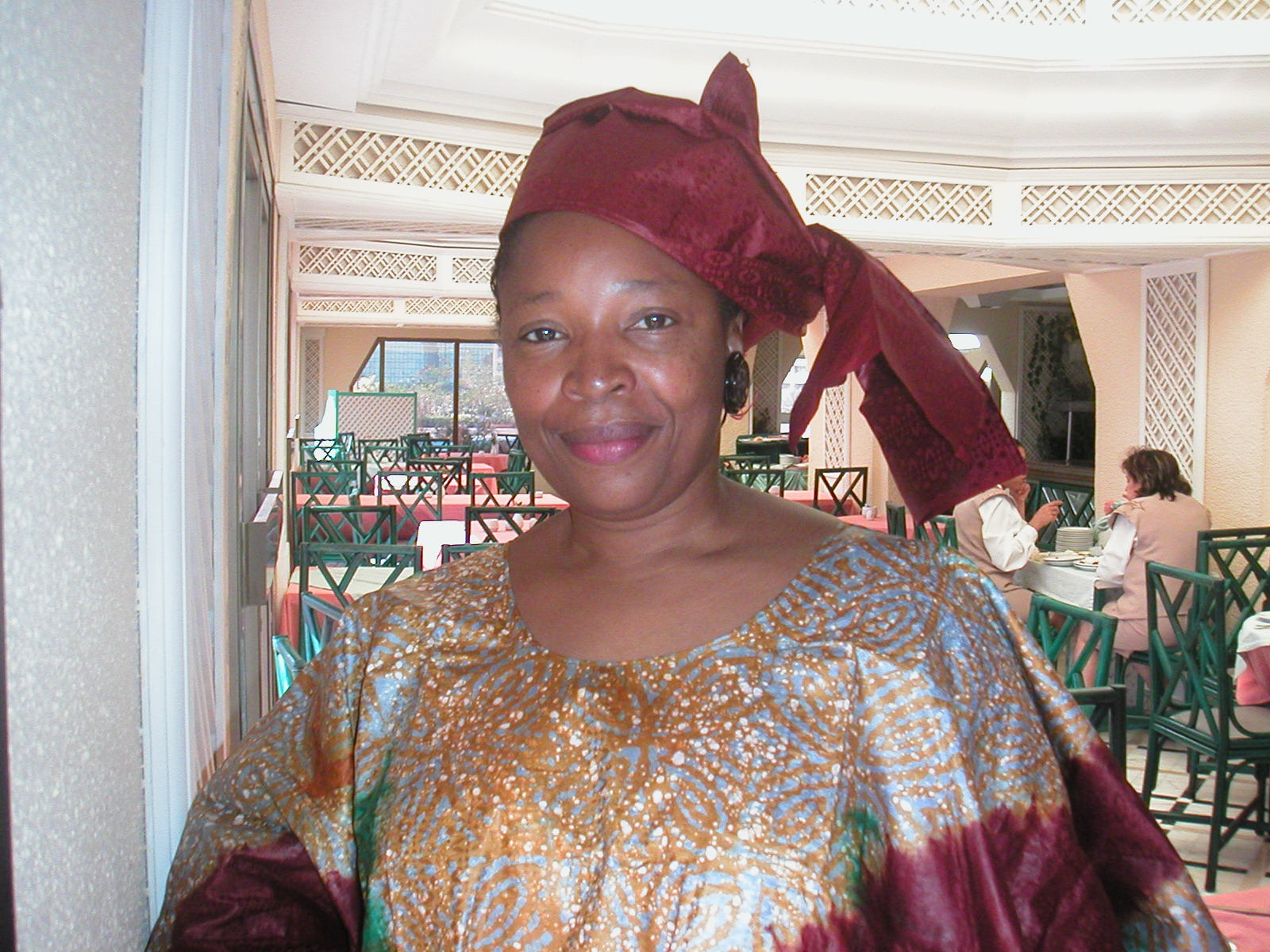
Fanta Régina Nacro en 2004

- Películas programadas: Europlex (Ursula Biemann y Angela Sanders, 2003)/ Performing the border (Ursula Biemann, 1999)/ Promesas (Justine Shapiro, BZ Goldberg y C. Bolado, 2001)/ Y aura-t-il de la neige à Navidad? (Sandrine Veysset, 1996)/ La venta (Gloria Camiruaga, 2000)/ Asurot (Ada Ushpiz y Anat Even, 2001)/ Mamá no me lo dijo (María Galindo, 2003)/ Deux ans aprendido (Agnès Varda, 200 ma soeur (Catherine Breillat, 2000)/ Hijas del sol (Maryam Shahriar (2000)/ Im spiegel der Maya Deren (Martina Kudléceck, 2001)/ La boda polaca (Theresa Connelly, 1998)
- Marcela Fernández Violante: Frida Kahlo (1971)/ Matilde Landeta, pionera del cine nacional (1982)/ De cuerpo presente (1998)/ De piel de víbora (2000)
- Cortos en femenino: La isla de la tortuga (Maru Solores, 2002)/ Pollo al horno (Lucía García, 2002)/ Patada en una piedra (Judith Miralles, 2002)/ Altibajos (Idoia Astigarraga y Andone Esparza, 2002)/ Getaway Rose Kawalsky, 2002)/ PTA (Cristina Fonseca Pablos, 2002)/ La pissarra (Samira Makhmalbaf, 2000)
- Pioneras del cine: Alice Guy; Sage-femme de première clase (1902)/ Alice Guy tourne une phonoscène (1906)/ Madame à des envies (1906)/ La naissance, la vie et la muerte du Christ (1906)/ Sur la barricade (1907)/ L' americanisé (1912)/ Canned Harmony (1912)/ The Girl in the Armchair (1912)/ His Double (1912)/ Officer Herderson (1912)/ Matrimony's Speed Limit (1913)/ A House Divided (1913)/ Germaine Dulac La souriante Señora Beudet, 1922)/ La invitación au voyage (1927)/ La Cocquille et le Clergyman (1927)/ Disque 957 (1928)/ Étude cinégraphique sur une arabesque (1929)/ Thèmes et variations (1 se en fuente (1930)/ Rosario Pi; El gato montés (1935)/ Maya Deren; Meshes of the Afternoon (1943)/ At Land (1944)/ A Study in Choreography for Camera (1945)/ Ritual in Transfigured Time (1946)/ Meditación on Violence (1948)/ Elvira Notari; En Santanotte (1922)/ Fantasía y surdato (1927)/ Lois Weber; Suspense (1913)/ The Blot (1921)
- Miradas de África: Bintou (Fanta Regina Nacro, 2000)/ Anna, la enchantée (Monique Mbeka Phoba, 2001)/ Las oubliées (Anne-Laure Folly, 1997)

### VII Muestra (2004)

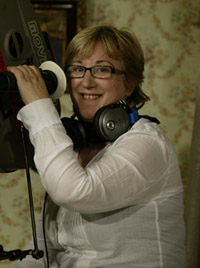
Helena Taberna

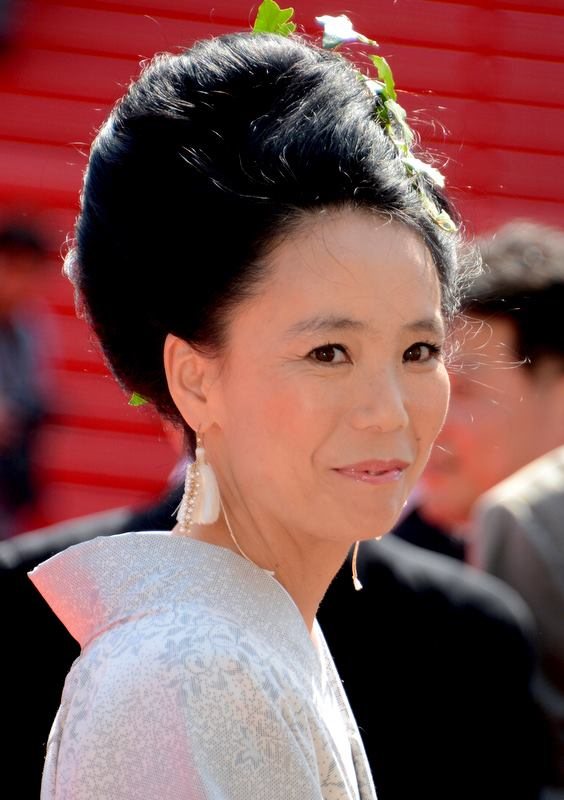
Naomi Kawase Cannes 2014

- Inauguración: Detección a distancia (Ursula Biemann, 2001)
- Recuperación: La muerte es una caricia (Edith Carlmar, 1949)/ Aimé Cesaire, la máscara de las palabras (Sarah Maldoror, 1977)
- Homenaje a Ulrike Ottinger : Bildnis einer Trinkerin (1979)/ Freak Orlando (1981)/ Johana de Arco of Mongolia (1989)
- Homenaje a Marisa Sistach : Perfume de violetas (2000)
- Nuevos documentales españoles: Extranjeras (Helena Taberna, 2003)/ 200 km (Discusión 14, 2003)/ Cuatro puntos cardinales (Natalia Díaz, Pilar García Elegido, Manuel Martín Cuenca y José Manuel Campos, 2002)/ Elena Dimitrievna Diakonova, 2003)/ Haciendo trabajo (Concha Fernández y Magda Sampere, 2002)/ Pensar la libertad (Rosa Masip y Cesc Tomas, 2002)
- Panorama de actualidad: Te quiero para siempre (Susanne Bier, 2000)/ Rachida (Yamina Bachir-Chouki, 2002)/ Moe no Suzaku (Naomi Kawase, 1997)/ A hora de strella (Suzana Amaral, 1985)/ Struggle Maider, 2003)
- Documentales: Del otro côté (Chantal Akerman, 2002)/ Carlo Giuliani, ragazzo (Angelica Levi, 2002)/ Historia de un secreto (Lariana Otero, 2002)
- Cortos en femenino: No me quieras tanto (Estefanía Muñiz, 2003)/ Pelonas (Laly Zambrano y Ramón de Fontecha, 2003)/ Hogar (Soledad Caramillone, 2002)/ Defectos secundarios (Matilde Obradors Barba, 2003)/ El secreto de mamá (Mónica Rovira, 2003)/ Sueño de una mujer despierta (Azucena de la Fuente, 2003)/ ¿Con qué la lavaré? (María Trenor Colomer, 2003)
- Conferencias sobre la prostitución: Mesa redonda con Cristina Garaizabal, Teresa Yago y Luz Cuadra/ Desmontando el sexismo, taller dirigido por Constanza Jacques/ La imagen de la prostitución en el cine, conferencia a cargo de Mercè Coll/ Mesa redonda con representantes de los col· lectivos Licito de Barcelona y Hetaria de Madrid

### VIII Muestra (2005)

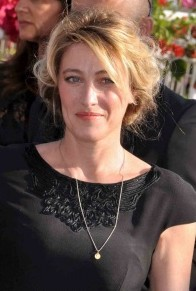
Bruni Tedeschi en el Festival de Cannes 2010

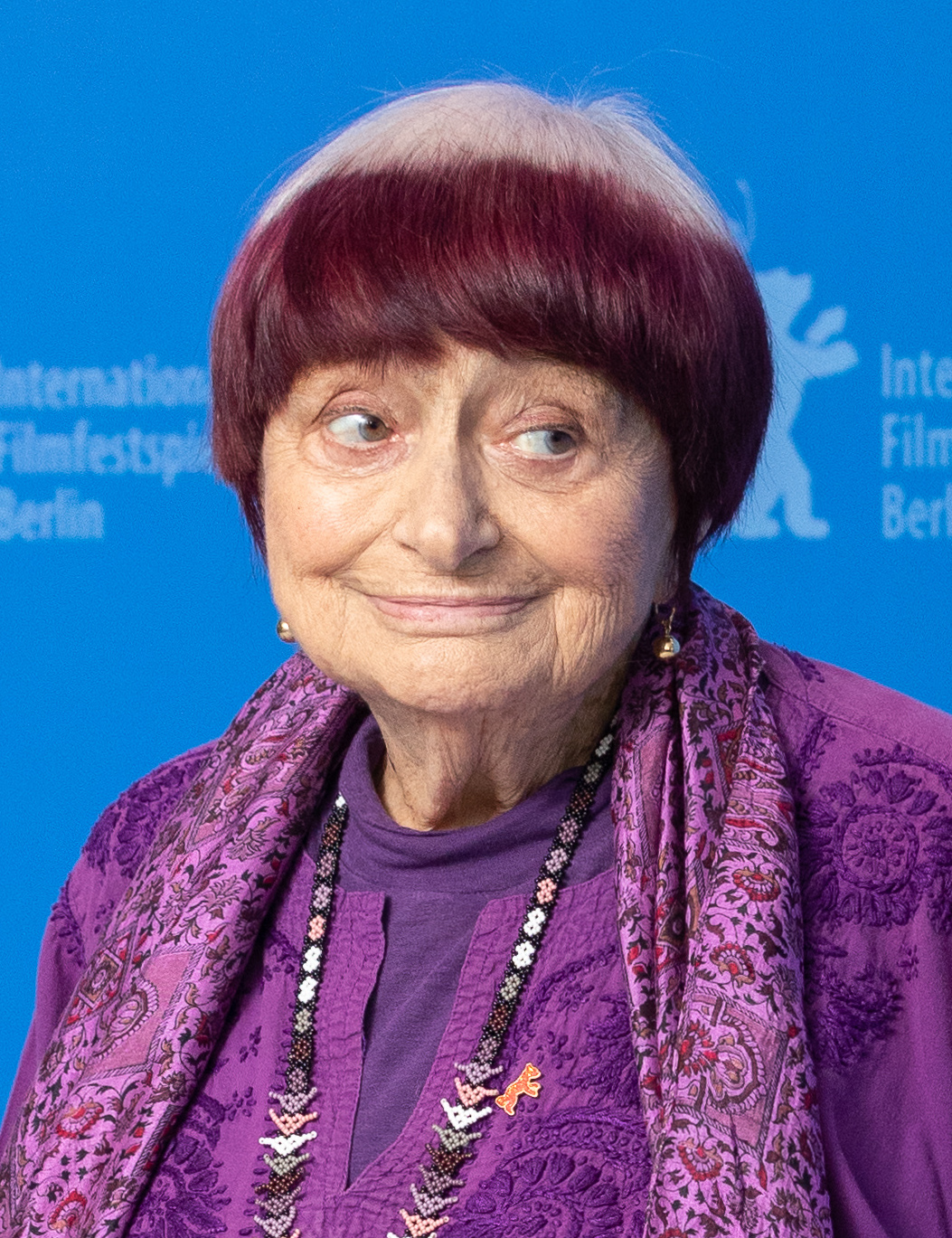
Agnès Varda (Berlinale 2019) (cropped)

- Inauguración: ¡Tupperware! (Laurie Kahn-Leavitt, 2003)
- Por una nueva presencia feminista, con la colaboración de Mujeres Preokupando: Debate con La Eskalera Karakola, Centro Social Feminista y Autogestionado (Madrid)/ Proyección del vídeo A la deriva por circuitos de la precariedad femenina (Precarias en la Deriva, 2004) / Debate con Precarias en la Deriba
- Películas programadas: Mujeres en pie de guerra (Susana Koska, 2004)/ Il est plus facile pour un chameau. . . (Valeria Bruni-Tedeschi, 2003)/ Santa Libertad (Margarita Ledo, 2004)/ Rosenstrasse (Margarethe Von Trotta, 2003)/ Letanía para la supervivencia: Vida y trabajo de Audre Lorde (Ada Gay Griffin y Michelle Parkerson, 1995) león volátil (Agnès Varda, 2004)/ Muro (Simone Bitton, 2004)/ La pasión de María Elena (Mercedes Moncada, 2003)/ La niña Santa (Lucrecia Martel. 2004)/ Control Room (Jehane Noujaim, 2004)/ de la verdad (Fanta Regina Nacro, 2004)/ Vida y deudo (Stephanie Black, 2001)/ La memoria de las piezas (Liz Gill, 2003)
- Cortos en femenino: La valiente (Isabel Ayguavives, 2005)/ Suburbano (Almudena Castillo, 2004)/ La lorona (Sara Mazkiaran, 2004)/ En lo que va de año (Inés Enciso Merino, 2004)/ Retrato de D (María, 2004)/ El salto de Beamon (Ane Muñoz Mitxelena, 2004)/ La señorita Zuenig (Sofía Teixera-Gomes, 2004)

### IX Muestra (2006)

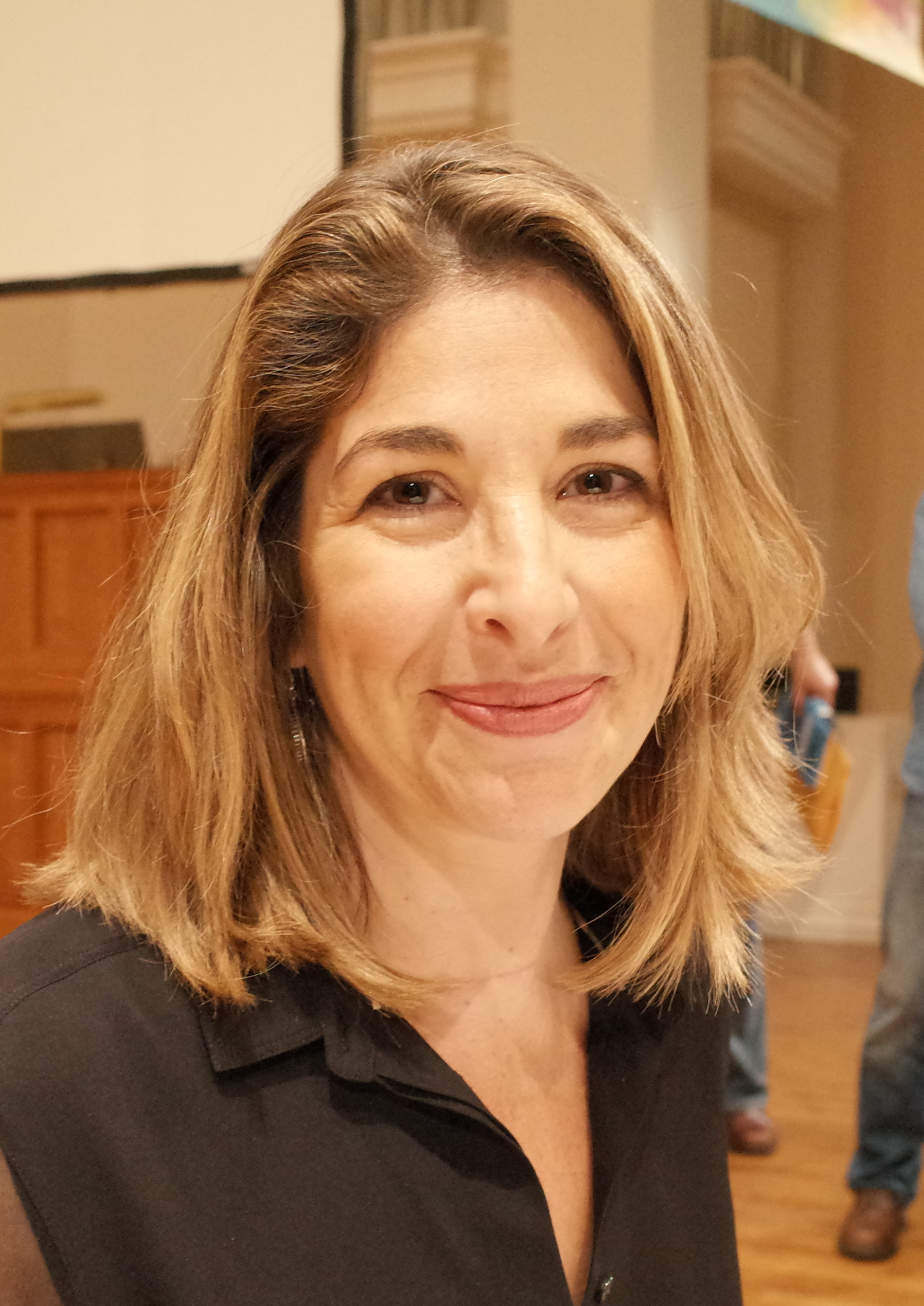
Naomi Klein at Berkeley, California, in 2014 (cropped)

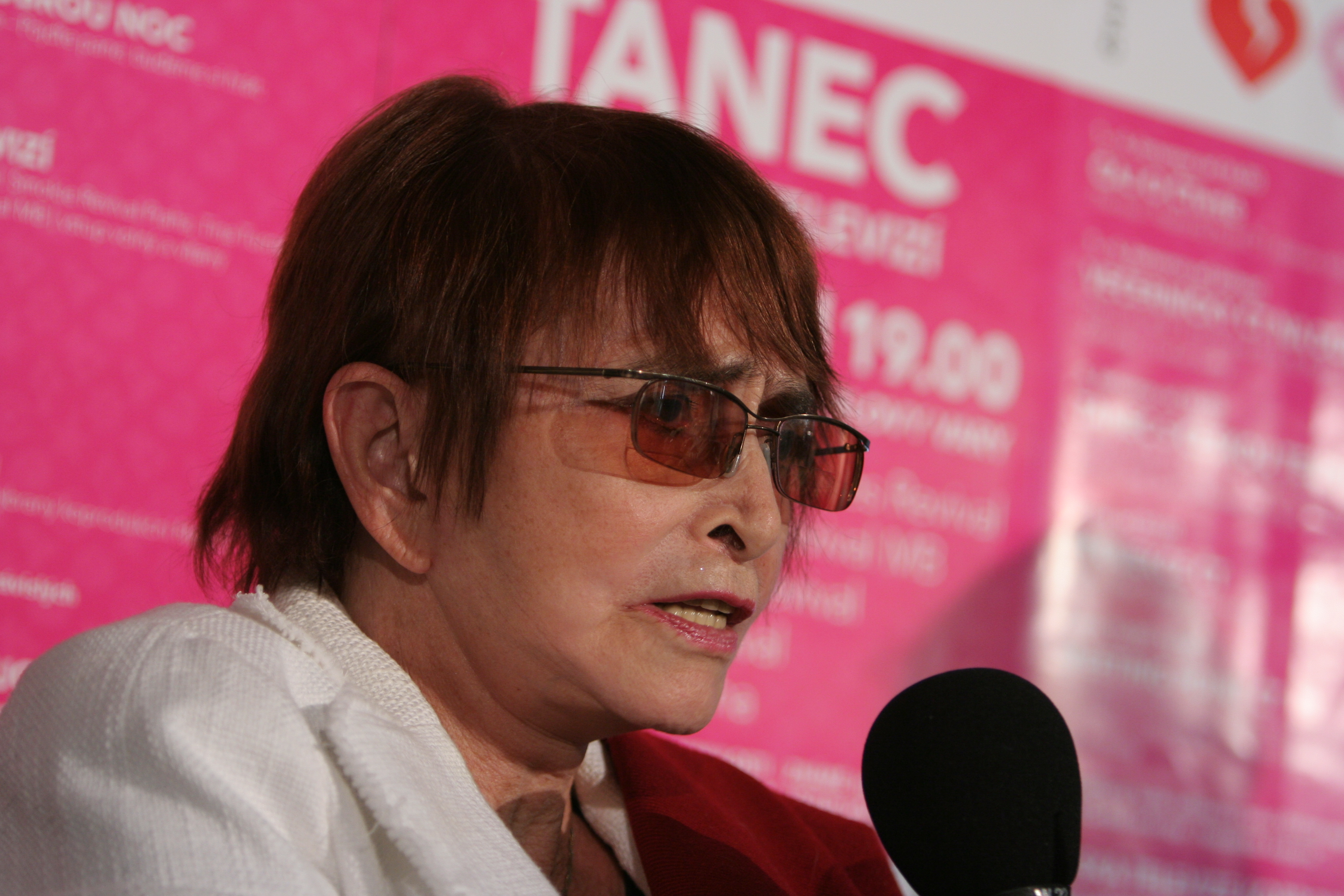
Vera Chytilova

- Inauguración: Soraya, Nadjet et les altres (Béatrice Vernhes, 2004)
- Documenta: Aguaviva (Ariadna Pujol, 2005)/ Trazas, empreintes des femmes (Katy Léna N'niaye, 2003)/ Bass ahlam/ Sólo sueños (Amal Ramses, 2005)/ Voir (sans las yeux) (Marie Mandy, 2004)/ The Take (Avi Lewis y Naomi Klein, 2004)
- Panorama de actualidad: Une part du ciel (Bénédicte Liénard, 2002)/ Panj é asr/ A las 5 de la tarde (Samira Majmalbaf, 2003)/ Sévigné (Marta Balletbò-Coll, 2004)/ Vremya Zhatvy/ Tiempo de Marina Razbezhkina, 2004/ Oublier Cheyenne (Valérie Minetto, 2004)/ El infante durme (Yasmine Kassari, 2004)/ Cinévardaphoto (Agnès Varda, 2004)
- Cecilia Barriga: Origen de la violencia (2005)/ El pasajero triste (2005)/ Ni locas ni terroristas (2005)/ Encuentro entre dos reinas (1988-1991) / Cuando amo, amo (1999)/ El camino de Moisés (2004)
- Cortos en femenino: Una vez por semana (Raquel Barrera Sutorra, 2005)/ Diario de un desamor (Patricia Campo, 2005)/ Papeles (Eliazar Arroyo Fraile, 2005)/ Citoplasmas en medio ácido (Irene Iborra, 2004)/ Anteayer (Liliana Torres, 2005)/ La gallina ciega (Isabel Herguera, 2005)/ El aire que respiro (Sara Bilbauta, 2004)
- Cortometrajes en Aragón: La visita (Pilar Gutiérrez, 2005)/ Sonrisas (Pilar Palomero, 2005)/ Álbum de familia (Paula Ortiz, 2005)
- Sesión infantil: Bahía mágica (Marina Valentini, 2003)

- Recuperación: Sedmikrasky/ Las margaritas (Vera Chytilová, 1966)
- Homenaje a Helena Lumbreras: Espagna 68' (El hoy es mali pero el mañana es mío) (1968)/ El cuarto poder (19701972)
- Presentación de libro y proyección: Nosotras que perdimos la paz de Ana Martínez y Mujeres del 36 (Ana Martínez, 1999)
- Cine sueco: Sanning eller konsekvens/ Verdad o castigo (Christina Olofson, 1997)/ Bröderna Mozart/ Los hermanos Mozart (Suzanne Osten, 1985)/ Flickorna/ Las chicas (Mai Zetterling, 1968)/ I rollerna tre/ Líneas Christina Olofson, 1995)

### X Muestra (2007)

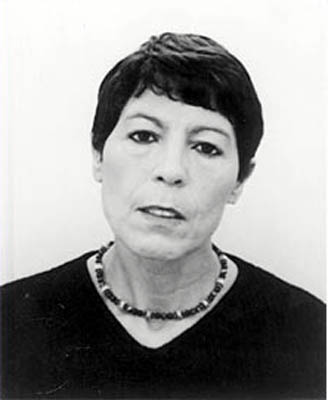
Djamila Sahraoui

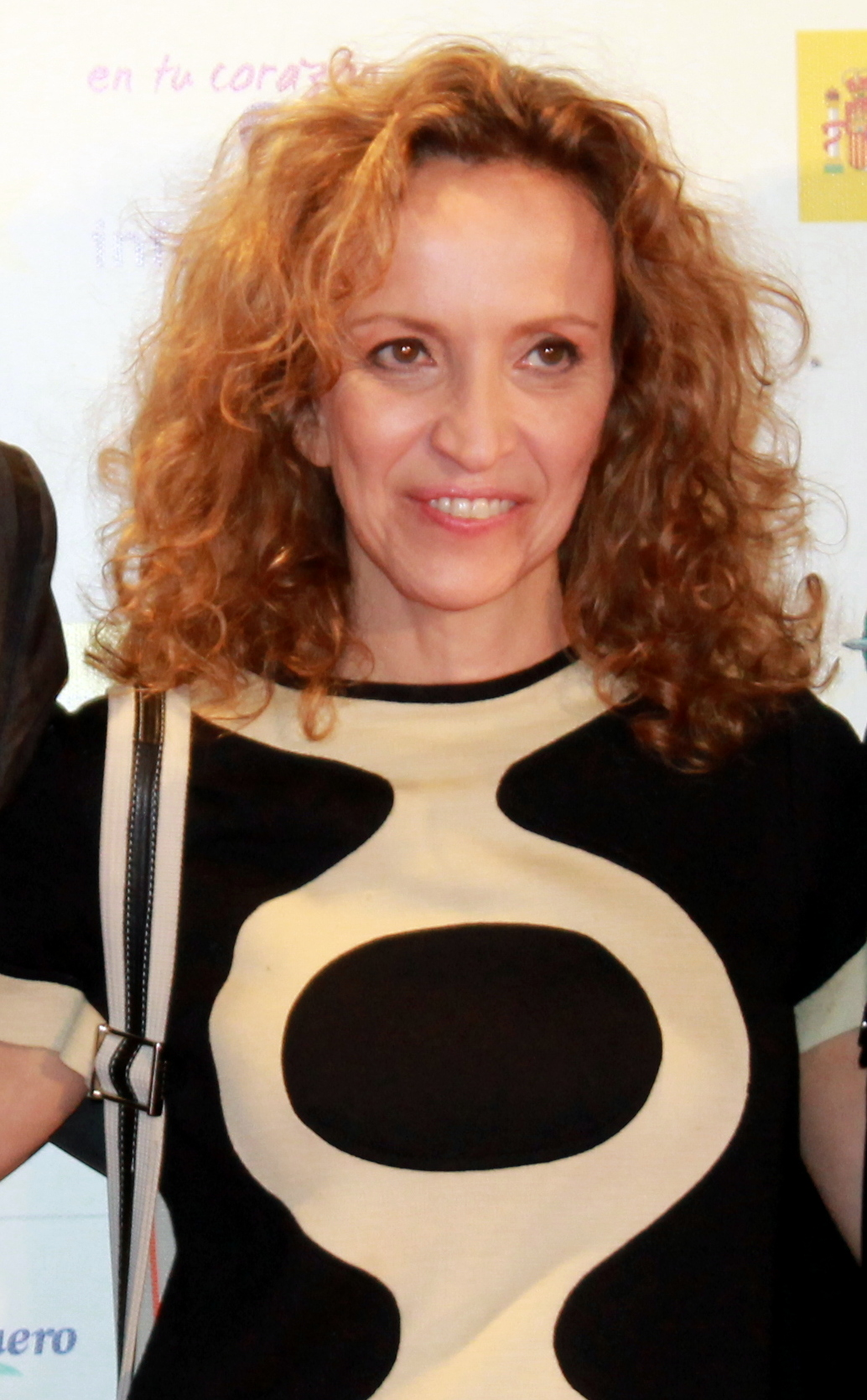
Daniela Fejerman - Seminci 2012

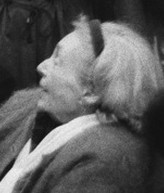
Marguerite Duras 1993

- Ciclo décimo aniversario: Under the skin (Carine Adler, 1997)/ Deutschland bleiche Mutter/ Alemania madre pálida (Helma Sanders-Brahms, 1979)/ A mi madre le gustan las mujeres (Daniela Fejerman e Inés París, 2002)/ Cléo de 5 á 7 (Agnès Varda, 1962)/ Danzón (María Novaro, 1991)/ Encuentro entre dos reinas (Cecilia Barriga, 1988-1991)/ Jeanne Dielman, 23 Quai du Commerce, 1080 Bruzelles (Chantal Akerman silences du palais (Moufida Tlatli, 1994)/ Nathalie Granger (Marguerite Duras, 1972)/ La belle verte (Coline Serreau, 1996)
- Panorama de actualidad: Friss levegö/ Aire fresco (Agnes Kocsis, 2006)/ Printed rainbow (Gitanjali Rao, 2006)/ Barakat/ ¡Basta! (Djamila Saharaoui, 2006)/ Sehnsucht/ Deseo (Valeska Grisebach, 2005)/ Die Höhle des gelben Hundes/ El perro mongol ( Byambasuren Davaa, 2005 ) / Na Cidade Vazia/ En la ciudad vacía (Maria Joao Maya/ Hola Maya (Claudia Lorenz, 2004)/ Ryna (Ruxandra Zenide, 2005)/ Tocata y fuga en mí (Las más turbias, 2006)
- Documenta: En retaguardia (Marta Vergonyós Cabratosa, 2006)/ Gente con Gancho (Áurea Martínez, 2006)/ Sisters in Law (Kim Longinotto y Florence Ayisi, 2005)/ Maquilápolis (Vicky Funari y Sergio de la Torre, 20 . Mi Teherán privado (Afsar Sonia Shafie, 2006)/ Ravensbrück, el infierno de las mujeres (Montse Armengou y Ricard Belis, 2002)/ Resistencia (Lucinda Torre, 2006)/ Alimentation générale (Chantal Briet, 2005)
- Cortos en femenino: Reparación (Paz Gómez)/ Fisura (Isabel Coll)/ Libra (Carlota Coronado)/ Energy ¡No he conocido el éxito! (Tina Olivares)
- Taller trans-identidades: La Quela (Liz Lobato)/ No quiero la noche (Elena Trapé)/ Propiedad privada (Ángeles Muñiz Cachón)/ Nana Mía (Verónica Molina)/ Sopa (Irene Iborra)/ Juego (Ione Hernández)

### XI Muestra (2008)
- Programa de intercambio. Cine árabe-hispano: 29 de febrero (Jihan Al Asar, 2002)/ Bedwin Hacker (Nadia El Fani, 2003)/ Calle Mohamed Ali (Nabeeha Lotfi, 2004)/ Carta a mi hermana (Habiba Djahnine, 2006)/ Cuenta pajaritos (Arab Lofti, 2 / Juego de niños (Nabeeha Lofti, 1989)/ Mujeres sin sombra (Haifaa El Manssur, 2005)/ Sentir frío (Hala Lofti, 2005)/ Taxi (Mariam Abou Ouf, 2004)/ Después de. . . Primera parte: No se puede dejar solos (Cecilia Bartolomé, 1981)/ Reyita (Olivia Acosta y Elena Ortega, 2006)
- Documenta: Black Sea Files (Ursula Biemann, 2005)/ Le génocide en moi (Araz Artinian, 2007)/ Made in LA (Almudena Carracedo, 2007)/ Menneskenes land- Min film om Grondland / La tierra de los seres humanos. Mi película sobre Groenlandia (Anne Regize Wivel, 2006)/ Tarachime (Naomi Kawase, 2006)/ Migas con menta. Relaciones entre mujeres árabes y españolas en Zaragoza (Pilar Gutiérrez, Marta Horno, Esther Moreno y Rebeca Serrat, 2007)
- Cortos en femenino: Black Box (Marinetta)/ El patio de mi casa (Pilar Gutiérrez Aguado)/ El talento de las moscas (Laura Sipán)/ Palabras de mujer (Soledad Ver Cambiasso)/ Pasemos en el Plan B (Paz Piñar)/ Rémoras (Marisa Lafuente)/ Test (Marta Aledo y Natalia Mateo)
- Sarah Maldoror: León G. Damas (1995)/ Sarah Maldoror o la nostalgia de la utopía (Anne Laure Folly, 1998)
- Homenaje a Simone de Beauvoir: Simone de Beauvoir, une feminista (Delphine Camolli, 2006)
- Conferencia: Simone de Beauvoir, feminista y filósofa a cargo de Teresa López Pardina.
- Mesa redonda: Nabeeha Lofti, Arab Lofti, Hala Lofti, Mariam Abou Ouf, Habiba Djahnine, Nadia El Fari, Olivia Acosta, cecilia Bartolomé y Amal Ramsis
- Taller: Estereotipos femeninos en el cine de acción, impartido por el Colectivo Audiovisual Feminista Envideas

### XII Muestra (2009)
- Retrospectiva Barbara Hammer : Dyketactics and other films from the 1970s (1974)/ History Lessons (2006)/ Lover Other (2000)/ Nitrate Kiss (1992)
- Ciclo de cine africano: Deweneti (Dyana Gaye, 2006)/ Esperando a los hombres (Katy Léna N'diaye, 2007)/ Sarah (Kadija Leclere, 2007)
- Cortometrajes y documentales aragoneses: En las puertas de París (Joxean Fernández y Marta Homo, 2008)/ Año nuevo vida nueva (Marian Royo, 2008)/ El lugar de Tristán Boj (Paula Ortiz, 2008) 2008)/ Las constituyentes (Áurea Martínez, 2008)/ Tránsitos feministas (Amparo Bella, 2009)
- Haciendo la revolución: Amazonas; mujeres indomables (Maria Galindo, 2009)/ Calle Santa Fe (Carmen Castillo, 2007)/ También queremos las rosas (Alina Marazzi, 2007)/ El nacimiento de una revolucionaria (Sonja de Vries y Rhonda Collins, 2000)
- Cortos en femenino: A las once (Antonía San Juan)/ Dolores (Manuela Moreno)/ El palacio de la luna (Ione Hernández)/ La espinita (Tania Arriaga Azkarate)/ La M con la A (Rosario Fuentenebro)/ Miente (Isabel de Ocampo)/ Mi querida abuela (Marta Abad)/ Mofetas (Inés Enciso)/ Rascal's Streat (María Monescillo, Marcos Valín y David Priego)/ Turismo (Mercedes Sampietro)
- Panorama de actualidad: Cosas insignificantes (Andrea Martínez, 2008)/ La Mujer Rubia (Lucrecia Martel, 2008)/ El nacimineto de los pulpos (Céline Sciamma, 2006)/ Lo mejor de mí (Roser Aguilar, 2007)/ La Caja Pandora (Yeflim Ustao Iu, 2008)/ Polvo nuestro que estás en los cielos (Beatriz Flores, 2008)/ Viva (Anna Biller, 2006)/ Vivir (Angelina Maccarone, 2007)
- Documenta: Al más allá (Lourdes Portillo, 2008)/ Asylum (Catherine Bernstein, 2008)/ El olvido (Heddy Honigmann, 2007)/ El viaje de Nadia (Carmen García y Nadia Zouaoui, 2007)/ Diario de Rivesaltes1941 Jacqueline Veuve, 1997)/ Fuimos al país de las maravillas (Xialou Guo, 2008)/ Los gatos de Mirikitani, 2006)/ Nadar (Carla Subirana, 2008)/ Queer Spawn (Anna Boluda, 2007)
- Taller: La representación de las mujeres en el cine, impartido por Pilar Aguilar.

### XIII Muestra (2010)[8]
- Documenta: En Horse is not en Metaphor (Barbara Hammer, 2008)/ La femme invisible (Pascale Obolo, 2008)/ Las playas de Agnès (Agnés Varda, 2008)/ Yo soy una mujer saharaui (Circoa, 2010) / voir (Joana Hadithomas y Khalil Joreige, 2008)/ Un jour j'ai décidé (Pauline Horovitz, 2007)/ Women (Bélen Santos, 2008)/ Tapologo (Gabriela y Sally Gutiérrez Dewar, 2008)/ Rough )/ The Moon Inside You (Diana Fabiánová, 2009)/ Hier encore, je te espérais toujours (Catherine Veau-Logeat, 2008)
- Memoria histórica: Siete instantes (Diana Cardozo, 2008)/ Plan Rosebud I (María Ruido, 2008)/ Plan Rosebud II (María Ruido, 2008)/ J'ai tant aimé (Dalila Ennadre, 2008)/ Señora de (Patricia Ferreira, 2009)
- Panorama de actualidad: Turistas (Alicia Scherson, 2008)/ Clara (Helma Sanders-Brahms, 2008)/ Summer of the Serpent (Kimi Takesue, 2004)/ Nanayomachi (Naomi Kawase, 2008)/ Los despachos de Dios (Claire 2008)/ One War (Vera Glagoleva, 2009)/ La rabia (Albertina carri, 2008)/ Marock (Laila Marrakchi, 2006)/ 5 días sin Nora (María Chenillo, 2008)/ Z'har (Fatma Zohra Zamoun, 2009)
- Videoarte-performance: Retracing Johannesburgo (Ingrid Mwangi y Robert Hutter, 2007)/ Not For Sale (Laura Cottingham, 1998)/ Constante Triumph (Ingrid Mwangi y Robert Hutte)/ Diluidas en agua (Beth Moysés, 2008)/ Circunvolvente, 2005)
- Sesiones de videoarte: Little Frank and His Carp (Andrea Fraser, 2001)/ Libertad condicional (Regina José Galindo, 2009)/ 150000 voltios (Regina José Galindo, 2007)/ Territorio invisible (Mª Adela Díaz, 2005 ) Watere (Tere Recarens, 1999)/ Nadie esperaba que yo tuviera talento (Estíbaliz Sádaba, 2006)/ Sin título (Marina Nuñez, 2008)/ Driven (Maria Friberg y Monika Larsen Denis, 1998)/ Preocupation (Gray Hair) (Jes, 2007)/ Hoy he roto tus cartas (Jessica Lagunas, 2007)/ La carga (Mª Adela Díaz, 2005)/ Embedded (Maria Friberg, 2007)/ Rompiendo el hielo (Regina José Galindo)/ Mear en los espacios públicos y privados (Itziar Okariz)/ Barbed Hula (Sigalit Landau, 2003)/ Soy una cerda (Mª Adela Díaz, 2007)/ Vida en el campo de batalla (Mª Adela Díaz, 2007)/ Memoria do Afecto (Beth Moysés, 2005)/ (Beth Moysés, 2007)/ Se'gangeni (Ingrid Mwangi y Robert Hutte, 2009)/ Templo I (MªAdela Díaz, 2006)/ Desprendimiento (MªAdela Díaz, 2007)/ Dead S ea (Sigalit Landau, 2005)
- Cortometrajes y documentales aragoneses: Chaves, la memoria expoliada (María José Urraca y Daniel Orte, 2009)/ Manuel Rotellar, apuntas desde la fila 8 (Vicky Calavia, 2009)/ Préstamos (Pilar Gutiérrez Aguado, 2009)/ Johannes (Gracie Olson, 2009)
- Cortos en femenino: Luciérnaga (Carlota Coronado)/ No se aceptan propinas (Antonía Amengual, Estefanía Saval, Luciana Abranches y Lourdes Mir)/ Pijamas (Elena Trapé)/ 9 (Peña Sánchez)/ La pelota de fútbol (Laura González Fernández, 2009)/ Lo siento te quiero (Leticia Dolera)/ Un hombre de verdad (Andrea Gautier y Juan Gautier)/ 5 recuerdos (Oriana Alcaine y Alejandra Márquez)/ Mañana (Estíbaliz Burgaleta y Alegría Collante)/ Hospital de Muñecas (Claudia Flores)
- Exposición de videoarte: Re: Facial Hair Transplants (Ana Bezelga, 2007)/ Le Cycle Masculin (Aude du Pasquier Gral, 2006)/ Creepcreature (Ingrid Mwangi y Robert Hutte, 2009)/ Para verte mejor, Para besarte mejor, Para acariciarte mejor (Jessica Lagunas, 2003)/ Standing on en Watermelon in the Dead Sea (Sigalit Landau, 2005)

### XIV Muestra (2011)[9]

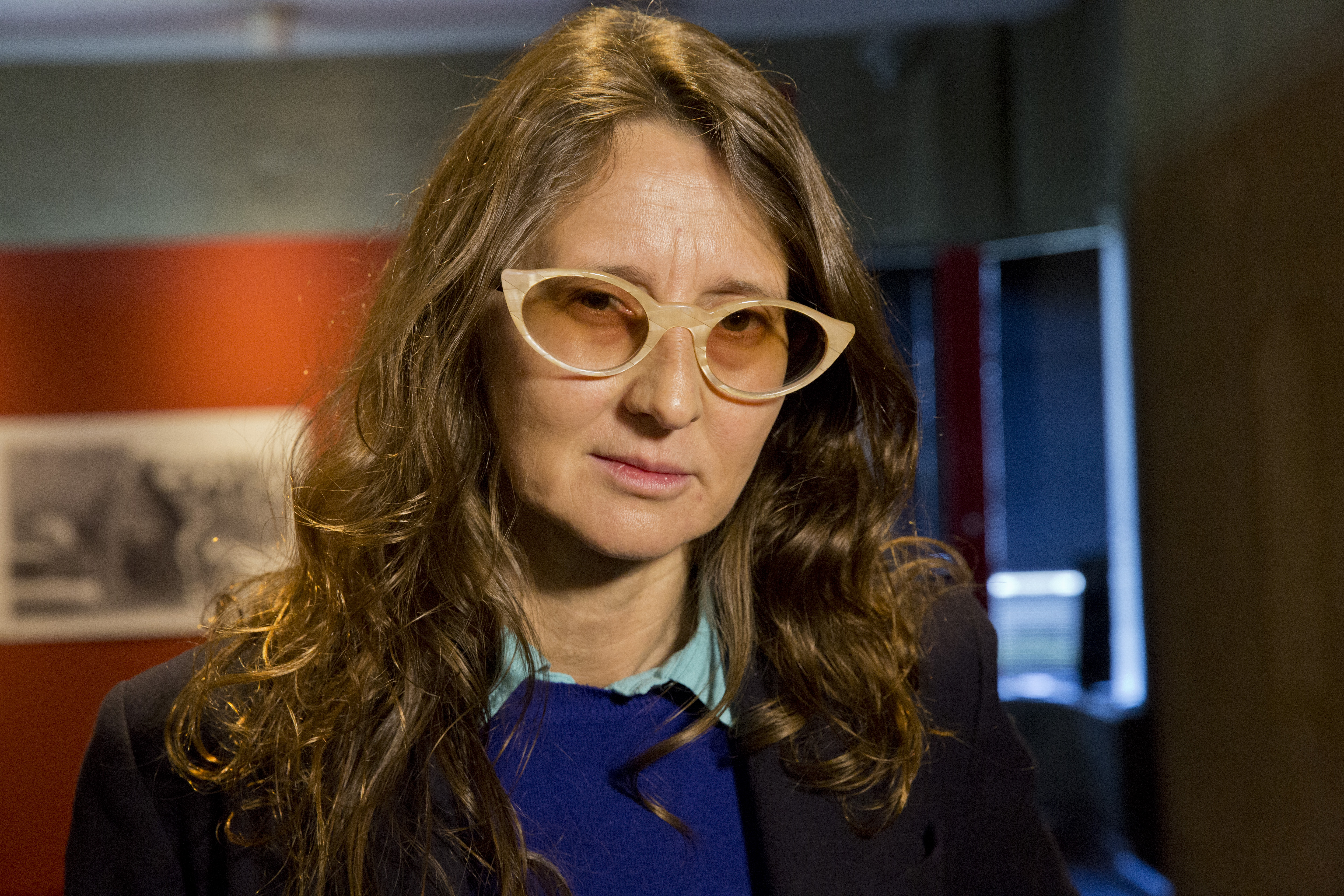
Lucrecia Martel at the presentation of the Audioteca at the National Library, 2015

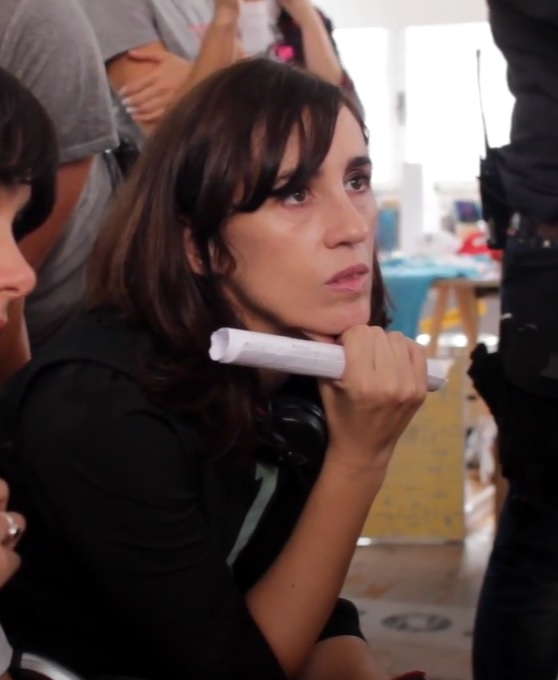
(Juana Macías) Ainhoa Aierberekin solasean

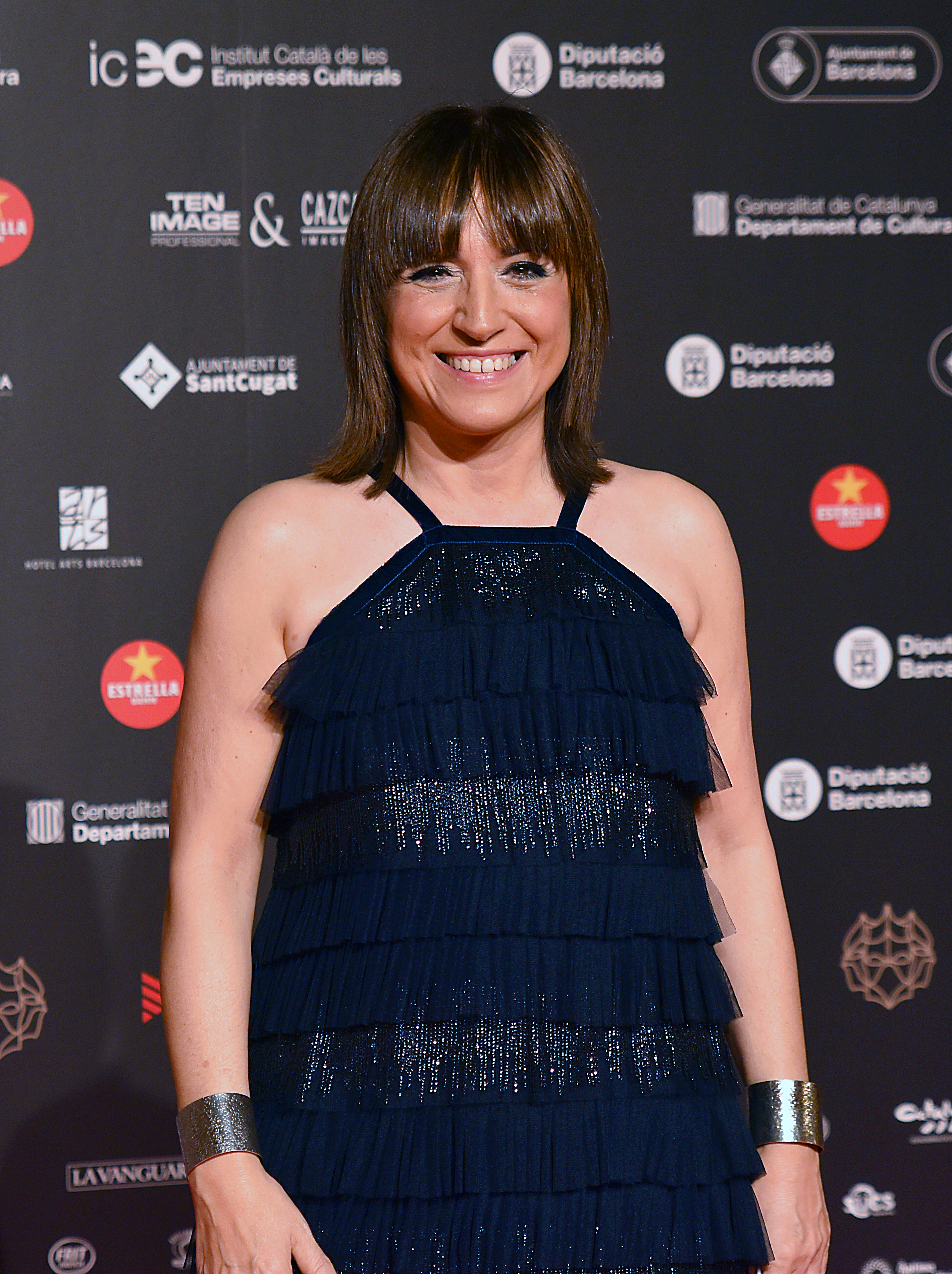
Judith Colell, XIV Premis Gaudí (2022)

- Documenta: Cinco mil feminismos (Cecilia Barriga, 2010)/ Perrone, escritor (Peri Azar, 2010)/ Cuchillo de palo (Renate Costa, 2010)/ El general (Natalia Almada, 2009)/ La tarea (Milagro Farfán, 2009)/ X-Mission (Ursula Biemann, 2008)/ The Queen and I (Nahid Persson, 2008)/ Han bombardeado una escuela (Mireia Corbera, Anna Morejon y Sandra Olsina, 2010)/ Das Lied Von Den Zwei Pferden (Byambasurem Davaa / Nagore (Helena Taberna, 2010)/ Hold Me Tight, Let Me Go (Kin Longinotto, 2007)/ Nora (Alla Kovgan y David Hinton, 2008)/ Kuxa Kanema: o nascimento del cine (Margarita Cardoso, 2004)/ The Angelma (Astrid Bussink, 2005)
- Panorama de actualidad: Tierra sonâmbula (Teresa Prata, 2007)/ Elisa K (Judith Colell y Jordi Cadena, 2008)/ Las buenas hierbas (María Novaro, 2010)/ Dans las cuerdas (Magaly Richard-Serrano, 2009)/ Imani (Caroline Kamya, 2010)/ Vision (Margarethe Von Trotta, 2009)/ Planes para mañana (Juana Macías, 2010)
- Una noche con Erika Lust: Las esposas (2009)/ Love Hotel (2010)/ Life (2010)
- Trabajadoras del hogar: Hágase su voluntad (Virginia García del Pino, 2004)/ Tránsitos (Susana Casares, 2008)
- Ciclo dedicado a Delphine Seyrig: Sois belle et tais-toi! (1982)/ Inés (1974)/ Maso et Miso vont en bateau (Delphine Seyrig, Carole Roussopoulos, Iona Vreder y Nadja Ringart, 1975)/ Scum Manifesto (Delphine Seyrig y Carole Roussopoulos, 1976)
- Cortometrajes y documentales aragoneses: Sopa de letras (Sara Obiols, 2010)/ Pasionaria (Leonor Bruna, 2010)/ La calle: fem.//sing. (Carmen Manero Subirón, 2010)/ Me suma o me resta (Marisa Juan Germán, 2010)
- Cortos en femenino: Camas (Manuela Moreno)/ Piernas calientes (Paula Morelló y Lluc Güell)/ El cortejo (Marina Seresesky)/ El tren de las moscas (Nieves Prieto Tassier y Fernando López)/ Levedad (Lucía del Río)/ Los planes de Cecilia (Belén Gómez Sanz)/ (Re)tales (María Cabo y Silvia Giudicci)/ Uniformadas (Irene Zoe Alameda)
- Exposición: Dependencias mutuas. Empleadas de la llar y crisis de los cuidados de Elena Fraj, Louisa Holecz, Natalia Iguiñiz, Daniela Ortiz, Martha Rosler, Territorio Doméstico y Eulalia Valldosera

### XV Muestra (2012)
- Panorama de actualidad: Hanezu No Tsuki (Naomi Kawase, 2010) / Meek's Cutoff (Kelly Reichardt, 2010) / Noir Océan (Marion Hänsel, 2010) / Sur la planche (Leïla Kilani, 2010) / The Imperia (Zenia Durra, 2010)
- Documenta: Entre nos mains (Mariana Otero, 2010)/ Esphelo Mi (Vivian Altman, Irene Cardona, Firouzeh Khosrovani e Isabel Noronha, 2010)/ Hija (María Paz González Guzmán, 2011)/ Las sabias de la tribu (Ma )/ Los Ulises (Alberto García Ortiz y Agatha Maciaszek, 2011)/ Mercados de futuro (Mercedes Álvarez, 2011)/ Mutantes (Virginia Despentes, 2009)/ Solutions locales por un désorden global (Coline Serreau, 2010)/ Tralas Sánchez, 2011)
- Cortometrajes y documentales aragoneses: Así se hizo la flauta mágica (Ana Torrents Fernández, 2011)/ Bajo el mismo techo (Amparo Bella, Belén de Miguel, Mariano Royo, Marisa Juan, Pablo Ballarín, Pili Ramírez y Quique Cabezudo, 2012) Tu alma es un paisaje visual (Vicky Calavia, 2011)
- Cortos en femenino: Ahora no puedo (Roser Aguilar)/ Camping (Pilar Gutiérrez Aguado)/ Cosquillitas (Marta Onzain)/ Dicen (Alauda Ruiz de Azúa)/ Gran Prix (Marco Riba y Ana Solanas)/ Heroínas (Cristina Trenas)/ Machine Man (Alfonso Moral y Roser Corella)/ Lone-Illness (Virginia Llera)/ Padres (Liz Lobato)/ Sólo sé que no sé nada (Olatz Arroyo Abaroa)
- Sesión Nuevos Públicos con la colaboración de la Escuela de Cine Un gos Andaluz : Cuando todo esto empezó (Alumnos adolescentes del curso 2010-2011)/ Ni victimas ni verdugos (Talleres que se impartieron en la provincia de Zaragoza durante el curso 2010-2011)
- Teatro: Mujeres, así somos de la Compañía La Bo-Eme (Soria)

### XVI Muestra (2013)
- Panorama de actualidad: Young & Wild ( Marialy Rivas, 2011)/ Alma Buenos Aires (Mª Verónica Ramírez, 2012)/ Notre Étranger (Sarah Bouyain, 2010)/ All She Can (Amy Wendel, 2011)/ Marieke (Sophi 2010)/ Nana (Valérie Massadian, 2011)/ La Plaga (Neus Ballús, 2013)
- Documenta: La isla de Chelo (Odette Martínez, Laetitia Puertas e Ismaël Cobo, 2008)/ Dos once: esta Matria se construye después de perder el miedo (Elena Pollán González, 2013)/ Estudiar en primavera (Amparo Fortuny, 2013)/ Visto para sentencia (Azahara Fuentes, 2012)/ Hanan Ashrawi: En Woman of her Time (Nunca Masri, 1995)/ Abuelas: Grandmothers on en Mission (Noemí Weis, 2012)/ Agnus Dei -Cordero de Dios- (Alejandra Sánchez, 201 Tomar el escenario (Elena Idoate Ibáñez, 2013)/ Audre Lorde: The Berlin Years - 1984 to 1992 (Dagmar Schultz, 2012)
- Producciones Escuela de Cine Un Perro Andaluz : Ha nacido una estrella (quinto episodio de la webserie Supermadre realizada por los alumnos del curso 2011-2012)/ Laura abre los ojos (Álvaro Baumonn, Marcos Chanca, Guillermo Contel y Lucía Lujambío)/ La leyenda de Slenderman (Rocío Agudo, Alba Bornad y Daniel Yaravide)
- Producciones Escuela de Cine Un Perro Andaluz con la colaboración del Consejo de la Juventud de Zaragoza: Recuerdos (Anchel Pablo)/ Despierta hermosa, despierta (Dominica Rodríguez)/ Estoy algo ocupado (Gabriel Lechón y Pablo Urueña)
- Cortometrajes y documentales aragoneses: Chan Chan (Pilar Palomero, 2012)/ Científicas que dejan huella (Grupo Genciana, 2011)/ Cosetas de adentro (Lola Gracia sendra, 2011)/ Videocarta con amiga (Irene Bailo y Marthe Poumeyrol, 2012)/ Feminista indignada (Irene Bailo, 2012)/ Una transición en femenino (Sandra Blasco, José Luis Ledesman, Elena Masarah y Koldo Sebastián, 2013)
- Cortos en femenino: Ahora, no (Elia Ballesteros y Kate Campbell, 2013)/ Atocha 70 (Irlanda Tambascio, 2012)/ Conversación cuña mujer muerta (Sonia Méndez, 2012)/ Deazularrojo (Ana Lorenz, 2012)/ De- Onzain y Alberto R. Peña-Marín El gato baila con su sombra (María Lorenzo (coord.), 2012)/ La boda (Marina Seresesky, 2012)/ Luisa no está en casa (Celia Rico Clavellino, 2012)/ Maldito lunes (Eva Lesmes, 2012)/ Ojos que no vende (Natalia Mateo, 2012)/ Ready to Talk (Ángeles Reiné, 2012)
- Presentación de libro y proyección: Bye Bye Blondie de Virginie Despentes y proyección de la adaptación cinematográfica realizada por la propia escritora en 2011

### XVII Muestra (2014)
- Largometrajes de ficción: Rock the Casbah (Laïla Marrakchi, 2013)/ The Filmballad of MAMADADA (Lily Benson y Cassandra Guan, 2013)/ Mujer conejo (Verónica Chen, 2012)
- Documenta : Las mujeres del pasajero ( Patricia Correa y Valentina Mac-Pherson, 2012) . . . Segunda parte. Atado y bien atado (Cecilia Bartolomé y José Juan Bartolomé, 1983)/ Bref (Christina Pitouli, 2013)/ Tres instantes. Un grito (Cecilia Barriga, 2013)
- Cortometrajes: ¿Cuántos cocodrilos caben en un mes? (Paula Blesa, 2013)/ Los hombres también son virgenes (María Agúndez, 2013)/ System Overload (Johanna Vaude, 2012)/ Kiki of Montparnasse (Amélie Harrault, 2013)
- Cortos en femenino: Celebraciones (Paz Piñar, 2013)/ Eso otro (Marta Onzain y ALberto R. Peña-Marín, 2013)/ Fe de vida (Elena Frez, 2013)/ Generación K (Gemma Badía, 2013)/ Juliana (Jana Herreros, 2013)/ La chica de la fábrica de limones (Chiara Marañón, 2013)/ Le Cimetière des Marionettes (Elena Molina, 2013)/ Sarirosa (Mª José Anrrubia, 2013)/ Tryouts (Susana Casares, 2013)/ (Marisa Crespo y Moisés Romera, 2013)/ Y otro año, perdices (Marta Díaz de Lope Díaz, 2013)
- Coloquio de cine entre la realizadora aragonesa Vicky Calavia y la actriz y realizadora belga Daphnée Baiwir
- Exposición: La dimensión poco conocida: Pioneras del cine (Ingrid Guardiola y Marta Sureda)

### XVIII Muestra (2015)
- Largometrajes de ficción : Appropiate behavior (Desieree Akhavan, 2014); Sonata para violonchelo (Anna M. Bofarull, 2015); Aya de Yopougon (Marguerite Abouet, Clément Oubrerie, 2013); Allas Inklusive (Todo incluido) (Doris Dörrie, 2014); Una chica vuelve a casa sola de noche (A girl walks home alone at night) (Ana Lily Amirpour, 2014).
- Documenta : 13 Horas de rebelión (María Galindo, 2014); She's beautiful when she's angry (Mary Dore, 2014); Boxing for freedom (Silvia Venegas y Juan Antonio Moreno, 2015); Regarding Susan Sontag (Nancy D. Kates, 2014); ¡Aim high in creation! (Anna Broinowski, 2013).
- Aragonesas : El tamaño 38 me oprime… (Irene Bailo, 2013); Skin destino (Adriana Trujillo, 2012); El beso de despedida (Gala Gracia, 2013); María Domínguez: la palabra libro (Vicky Calavia, 2015); Epitafios (María Ballesteros, 2014); Florica (Cristina Pemán, 2014).
- Cortos en femenino : Cordelias (Gracia Querejeta, 2014); El deseo de la civilización (Carolina Astudillo, 2014); El experimento (Maja Djokic, 2014); Flexibility (Remedios Crespo, 2014); La buena fe (Begoña Soler, 2014); Madrid (Janaina Marques, 2014); Nire Aitaren Etxea (Irene Bau, 2014); Porsiemprejamón (Ruth Díaz, 2014).[10]

### XIX Muestra (2016)

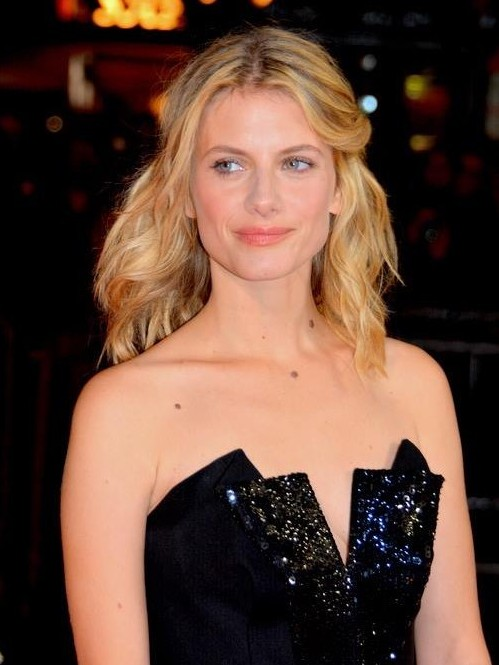
Mélanie Laurent César 2016 (cropped)

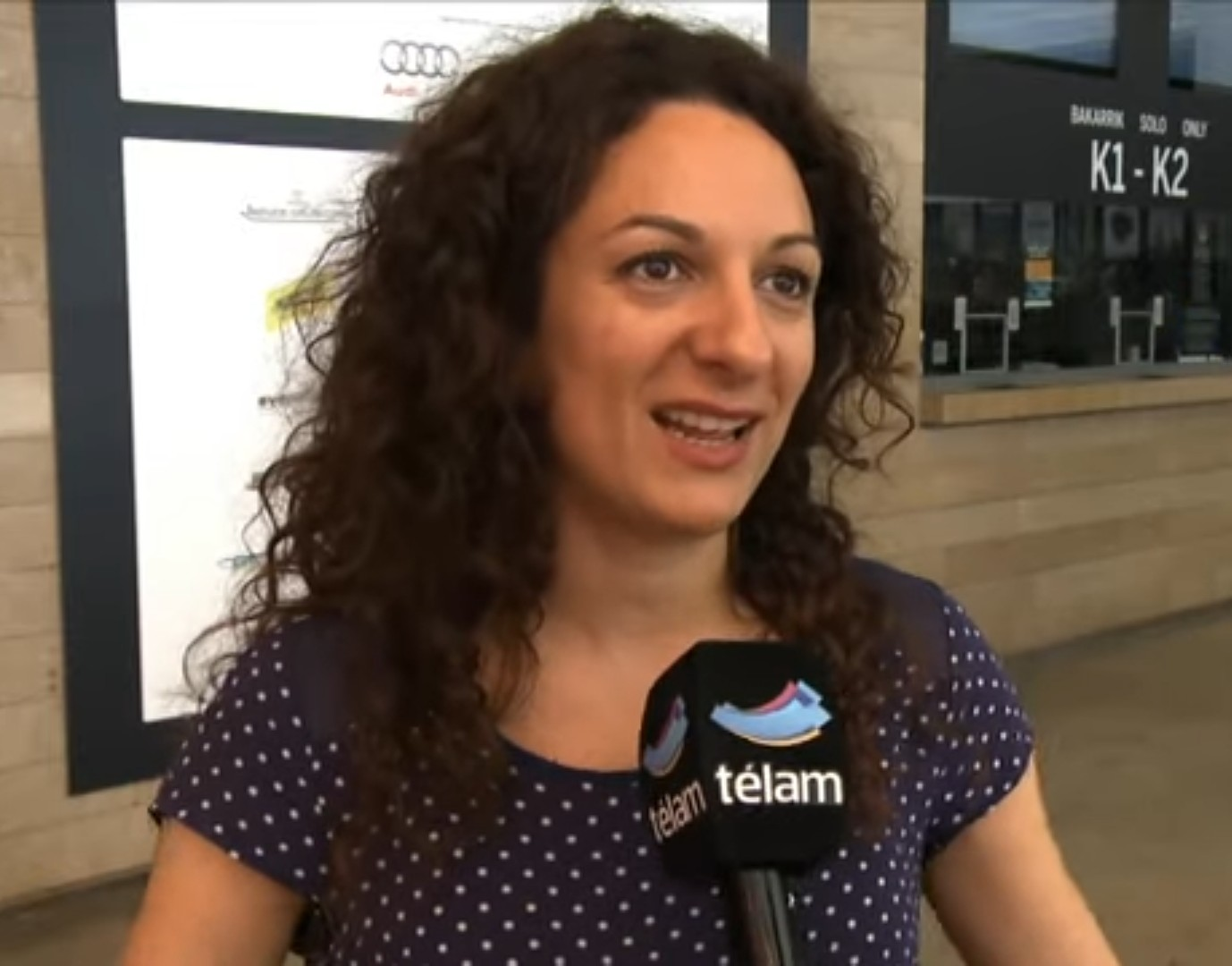
Ana Katz - 2014

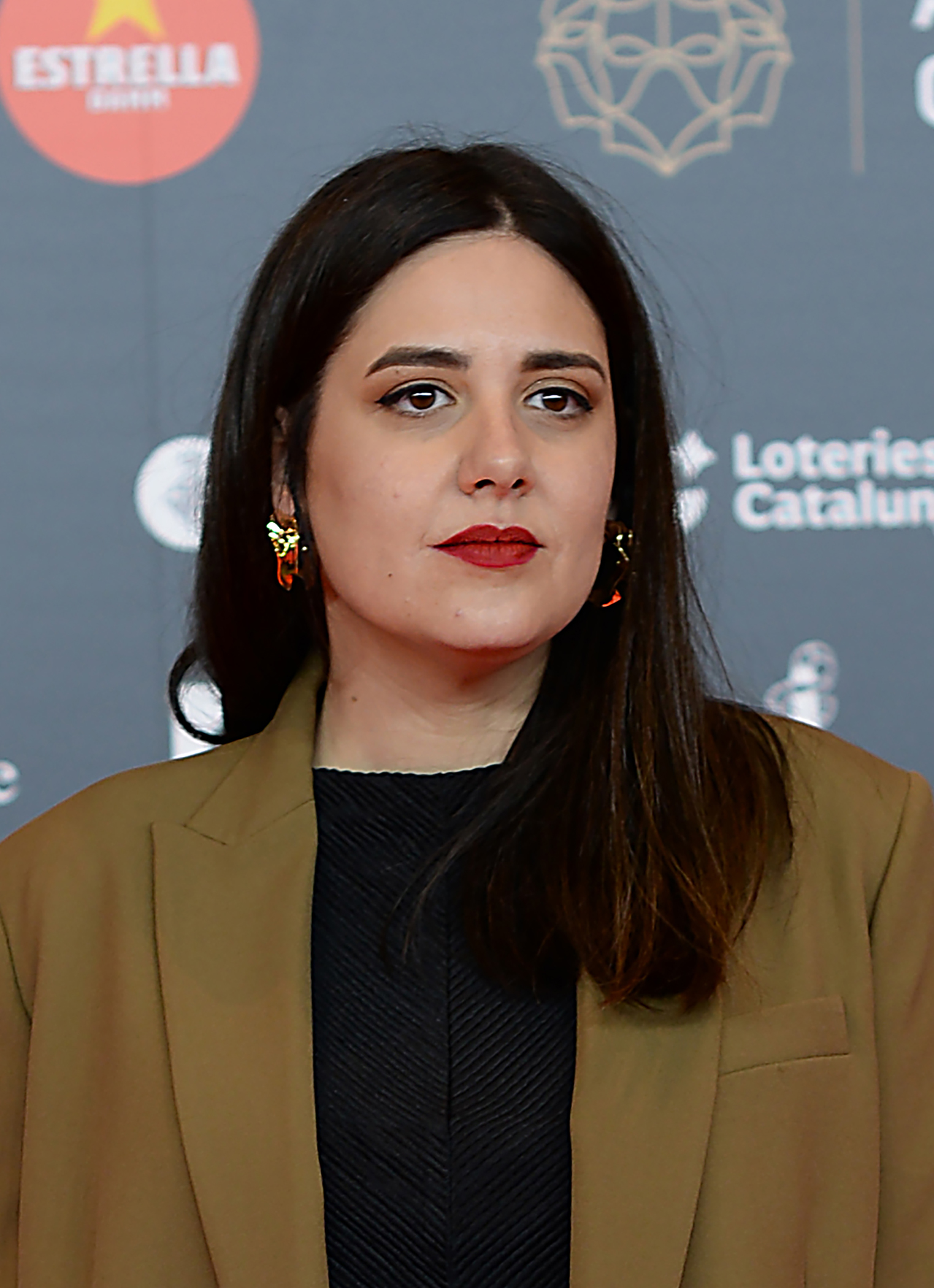
Belén Funes, XII Premis Gaudí (2020)

- Largometrajes de ficción : La distancia más larga (Claudia Pinto Emperador, 2013); Espace (Eléonor Gilbert, 2014); Respire (Mélanie Laurent, 2014); Parched (La estación de las mujeres) (Leena Yadav, 2015); Dora, oder die sexuellen neurosen un serer elterno (Stina Werenfels, 2015); The alley cat (Marie Ullrich, 2014); Mi amiga del parque (Ana Katz, 2015).
- Documenta : Sonita (Rokhsareh Ghaem Maghami, 2015); Parole de King (Chriss Lag, 2015); Excluidas del Paraíso (Esther Pérez de Eulate, 2016); In the image: Palestinian women capture the occupation (Judith Montell y Emmy Scharlatt, 2014); Anti-mujeras. Existir mal (Beatriz Sáians, 2016); Empieza en ti (Marta Vergonyós, 2015); The mulberry house (La casa de la morera) (Sara Ishaq, 2013); Cabeza de orquídea (Angélica Sánchez, Violeta Blasco, Germán López, Claudia Zegarra, Carlotta Napolitano, 2016); El tiempo suspendido (Natalia Bruschtein, 2015); Rebelmen menopause (Adèle Tulli).
- Aragonesas : Videopoemas (Alba Giner Pérez, Purificación Montufo Montilla, María Arobes (amaramara), 2016); Píldoras por amor (Vicky Calavia, 2016); Tú, siéntate (Judith Prat, 2016).
- Cortos en femenino : Amigas íntimas (Irene Cardona, 2015); Café para quitar (Patricia Font, 2014); No te tires, todavía (Marta Gastón, 2014); Roboethics (Rut Angielina G. Fuentes, 2015); Sara a la fuga (Belén Funes, 2015); Vida y reflejo (Julia García Ibáñez, 2015); Mujeres del mar (Marta Solano, 2014); Una vez (Sonia Madrid y María Guerra, 2015).
- Sesión infantil : El dragón y la música (Camille Müller, 2015); El pájaro ballena (Sophie Roze, 2011); El zorro minúsculo (Aline Quertain y Sylwia Szkiladz, 2015); La pequeña semilla (Chaïtane Conversat, 2015); La manopla (Clémentine Robach, 2014); Mi mamá es un avión (Yulya Aronova, 2013).
- Homenaje a Margarette von Trotta : Die bleierne zeit (Las hermanas alemanas) (Margarethe von Trotta, 1981).[11]

### XX Muestra (2017)

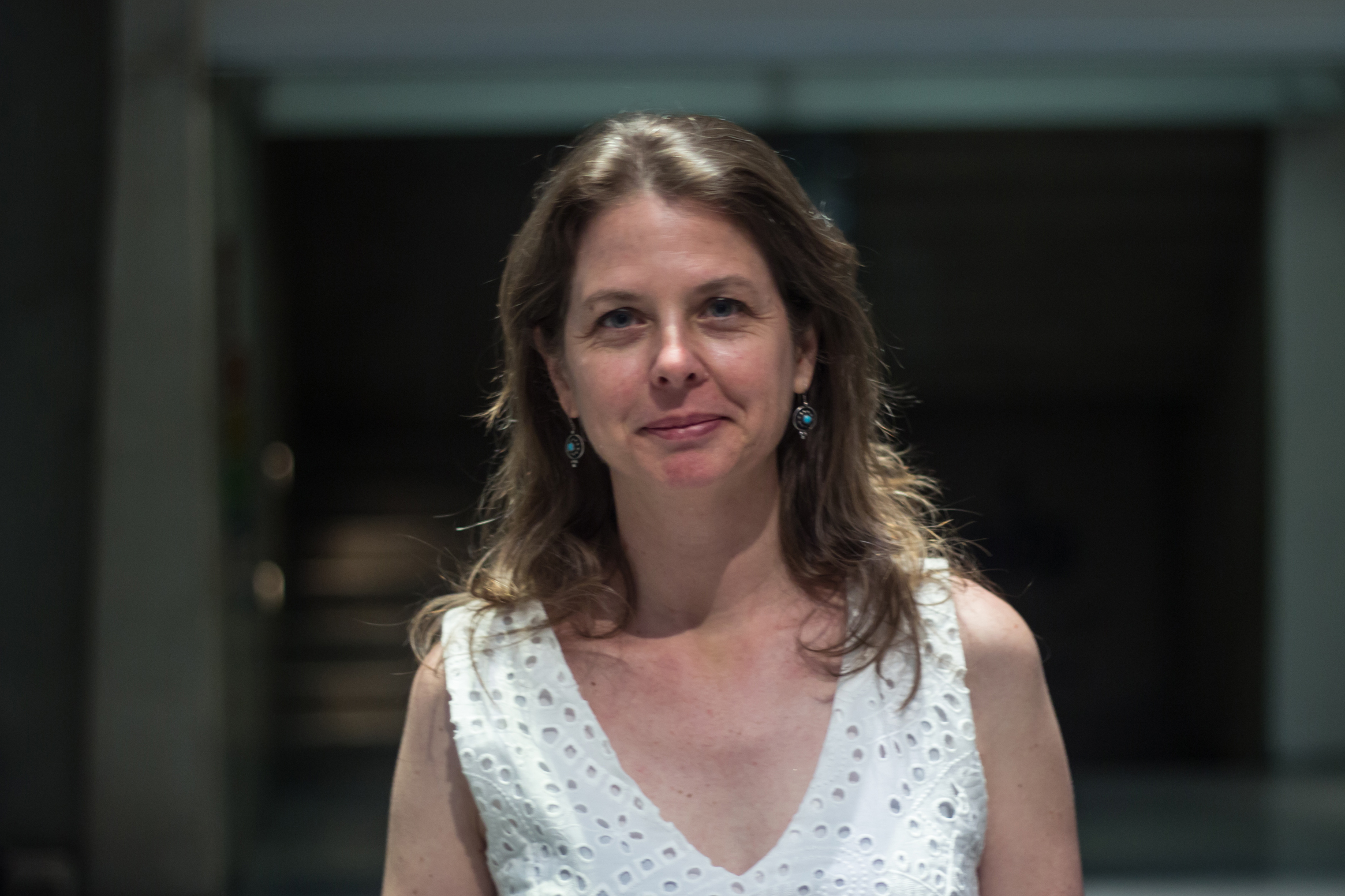
Almudena Carracedo

- Largometrajes de ficción : Bar bahar (Maysaloun Hamoud, 2016); Fuck them all (María Beatty, 2016); Girl asleep (Rosemary Myers, 2015); Julia ist (Elena Martín, 2017); Le challat de Túnez (Kaouther Ben Hania, 2014); Lua me sagitário (Marcia Paraíso, 2015); Prevenge (Alice Lowe, 2016); Siv sleeps astray (Catti Edfeldt y Lena Hanno Clyne, 2016); The Love Witch (Anna Biller, 2016).
- Documenta : Ainda Maruxa (María Romero García, 2014); Boconas (Colectivo la Mirada Invertida, Sofía Fernández Galván, Montserrat Clos Fabuel y Leonor Jiménez Moreno, 2016); Borders and promises (Varias (OTOXO productions), 2016); Carmen (Varias (OTOXO productions), 2015); Chavela (Catherine Gund y Daresha Kyi, 2017); Danse avec ellas (Beatriz Mediavilla, 2014); Kedi (Gatos de Estambul) (Ceyda Torun, 2016); Las Chuntá (Genevieve Roudané, 2017); Los sueños de Idomeni (Amparo Climent, Héctor Melgares, 2016); Sands of silence (Chelo Álvarez-Stehle, 2016).
- Aragonesas : Como cada noche (Bélen de Miguel, 2009); Némesis (Isabel Mateo, 2017); Skeikima (Raquel Larrosa, 2016).
- Cortos en femenino : 500 Palabras (Oihane Amenabar, 2016); Camino de agua para un pez (Mercedes Marro, 2016); Einstein – Rosen (Olga Osorio, 2016); Elegía (Alba Tejero, 2016); La invitación (Susana Casares, 2016); La isla inalcanzable (Carla Torres Danés y Sara Renau Wehr, 2016); Lucrecia (Eva Marín, 2016); Cuando es pequeño pequeño. . . (Cuando era pequeño) (Elena Molina, 2015); Yerbabuena (Estefanía Cortés, 2016); Zarpazo (Nerea Castro Andreu, 2016).
- El destape en el cine de la transición : Los años desnudos. Clasificada S (Dunia Ayaso y Félix Sabroso, 2008). Mesa de debate con Marta Sanz y Fiorella Faltoyano.
- 20 Años de Watermelon Woman : Black is blue (Cheryl Dunye, 2014); The Watermelon Woman (Cheryl Dunye, 1996).[12]

### XXI Muestra (2018)

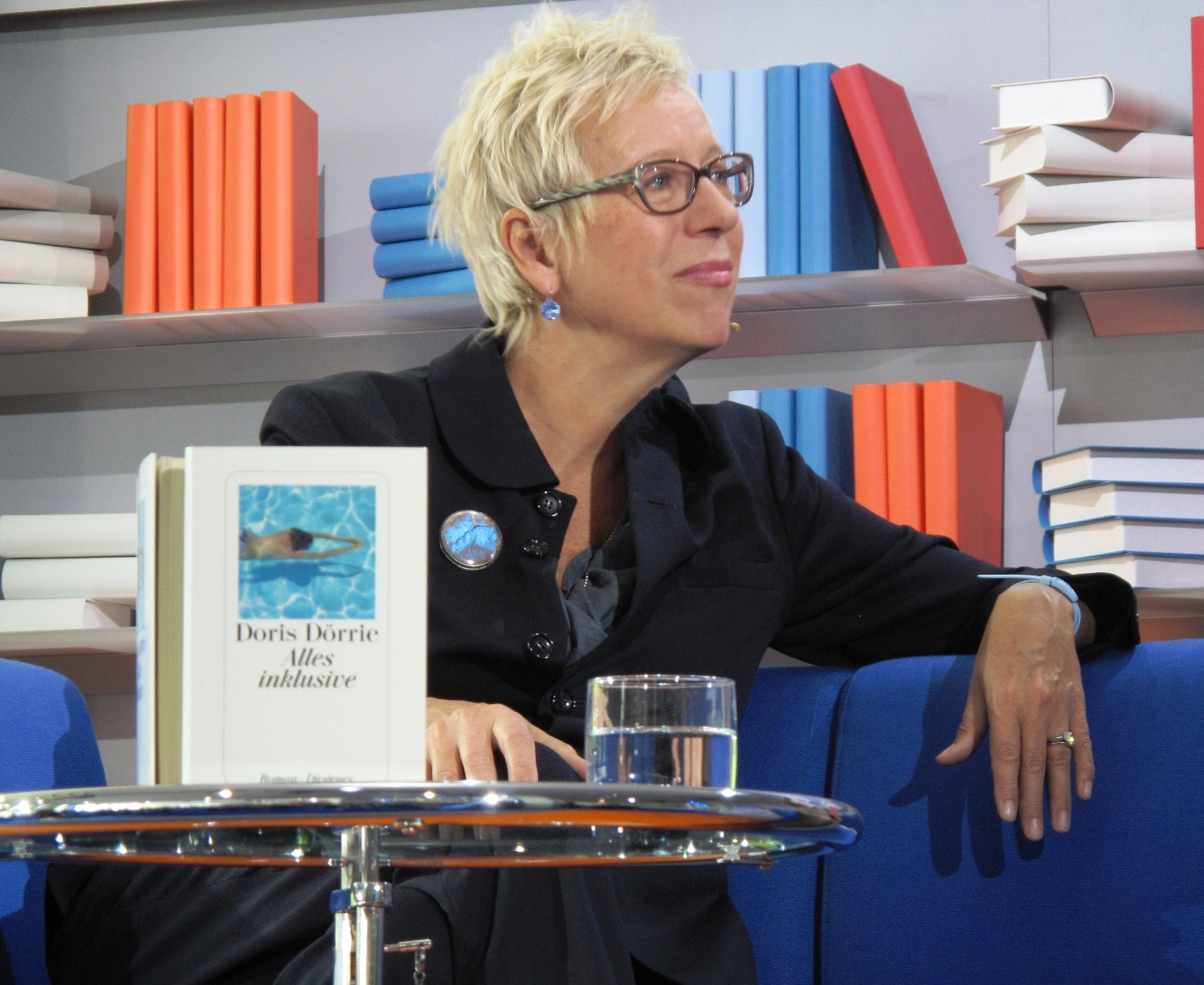
Frankfurter Buchmesse 2011 Doris Dörrie und Dorothea Westphal

- Largometrajes de ficción : Recuerdos desde Fukushima (Guüse aves Fukushima) (Doris Dörrie, 2016); Most beautiful island (Ana Asensio, 2017); Le viol du routier (Juliette Chenais de Busscher, 2017); Tesoros (María Novaro, 2017); La bella y los perros (Aala kaf ifrit) (Kaouther Ben Hania, 2017); Marlina the murderer in four acts (Marlina si pembunuh dalam empate babak) (Mouly Surya, 2017); The miseducation of Cameron Post (Desiree Akhavan, 2018).
- Documenta' : Organizar lo (im)posible (Tonina Matamalas y Carme Gomila, 2017); Là où las putains existen paso (Ovidie, 2017); Sara (Eva Cruells, 2018); Tódalas esposas que coñezo (Xiana do Teixeiro, 2018); Worlds of Ursula K. Le Guin (Arwen Curry, 2018); Geek Girls (Gina Hara, 2017); Bixa Travesty (Claudia Priscilla y Kiko Goifman, 2018); La cosa usted (María Cañas, 2018); Expo lio 92 (María Cañas, 2017).
- Aragonesas : Un viaje de ida y vuelta (Alba Zarzuela, 2017); Habitación 110 (Ana García, 2018); Café sin leche (Yaiza Nuez, 2018).
- Cortos en femenino : Bombón helado (Sadrak Zmork, 2017); Centrifugado (Mireia Noguera, 2017); Conservas (Mireia Pozo, 2017); Desencuentro (Elba Mairal, 2017); Indios y vaqueros (Emilia Ruiz, 2016); La hora del berenar (Alba González de Molina, 2017); Marta (Lucía Forner Segarra, 2017); Monday (Candince Vallantin, 2018); Sé lo que quieras (Marisa Crespo y Moisés Romera, 2017); The Neverending Wall (Silvia Carpizo, 2017).
- Sesiones especiales : Sufragistas (Suffragette) (Sarah Gavron, 2015).[13]

### XXII Muestra (2019)
- Largometrajes de ficción : Slut in a good way (Charlotte a du fun) (Sophie Lorain, 2018); Fig Tree (Aäläm-Wärqe Davidian, 2018); El despertar de las hormigas (Antonella Sudasassi Furniss, 2019); Madeline's Madeline (Josephine Decker, 2018); El día que resistía (Alessia Chiesa, 2018).
- Documenta : Freedom Fields (Naziha Arebi, 2018); ¡Las Sandinistas! (Jenny Murray, 2018); Pauline se arrache (Émilie Brisavoine, 2015); Womanhood (Beryl Magoko, 2018); On her shoulders (Alexandria Bombach, 2018).
- Aragonesas : Ojos Negros (Marta Lallana e Ivet Castelo, 2019)
- Cortometrajes : Rodando (Pilar Gutiérrez, 2018); Préstamos (Pilar Gutiérrez, 2009); La Visita (Pilar Gutiérrez, 2005).
- Cortos en femenino : Cerdita (Carlota Pereda, 2018); Dúctiles (Marisa Benito, 2018); No me despertés (Sara Fantova, 2018); Para Ayer (Celia Galán, 2018); Seattle (Marta Aledo).[14]

### XXIII Muestra (2020)

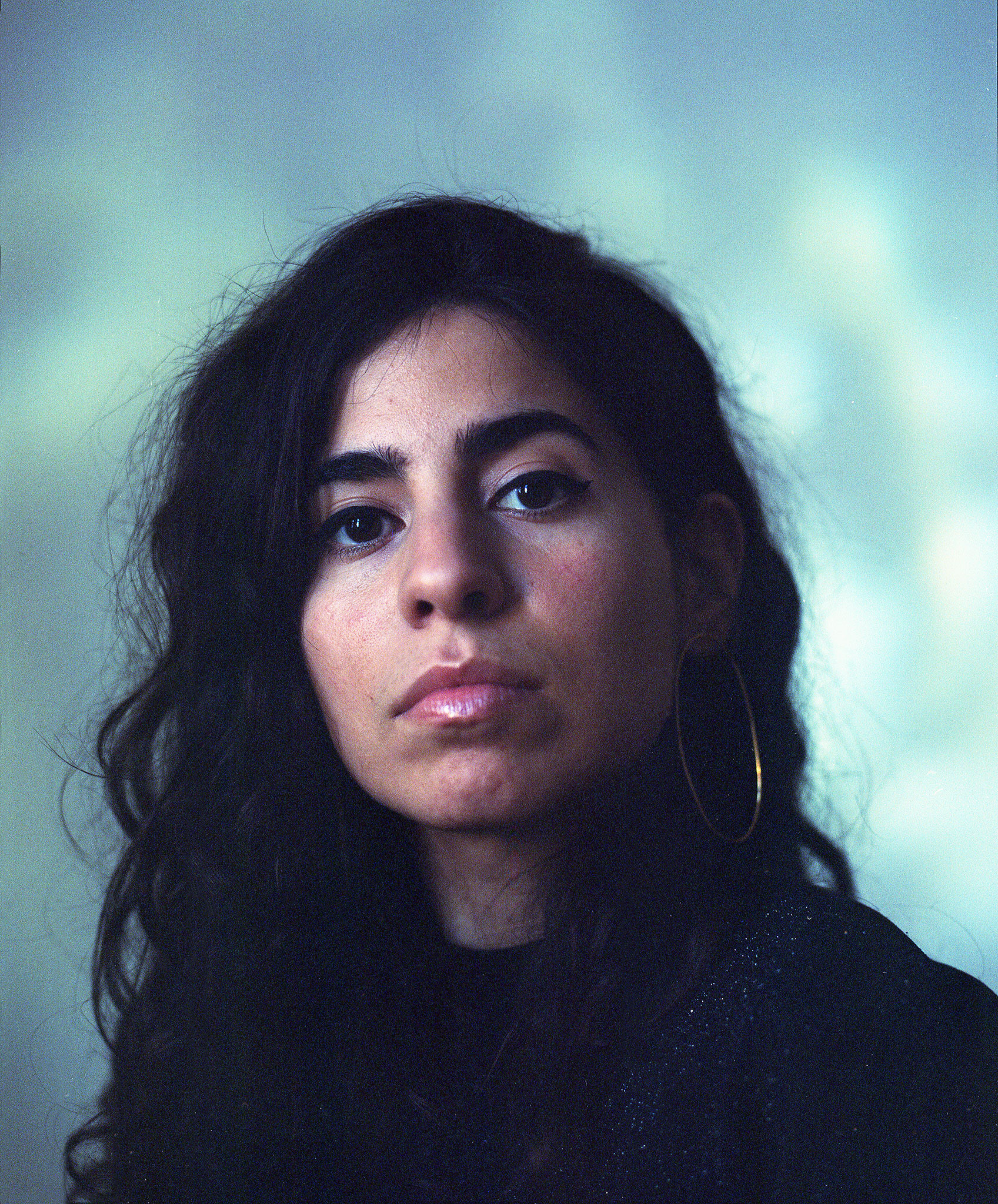
Irene Moray

- Largometrajes de ficción : Atlantique (Mati Diop, 2019); 24 semanas (Anne Zhora Berrached, 2018); Los que vuelven (Laura Casabé, 2019); Lina de Lima (María Paz González, 2019).
- Documenta : Margarita Alexandre. Una cineasta en la revolución (Fermín Aío, 2017); The Archivettes (Megan Rossman, 2019); El viaje de Monalisa (Nicole Costa, 2019); We are the Radical Monarcs (Linda Goldstein Knowlton, 2019); Overseas (Sung-A Yoon, 2019).
- Aragonesas : Eva (Rosa Gimeno, 2019); Souvenir (Paloma Canónica y Cristina Vilches, 2019); Mujeres al atardecer (Nuria Rubió Domingo, 2019); La mujer que soñaba con números (Mirella R. Abrisqueta, 2019).
- Cortos en femenino : Mi hermano Juan (Amy Fajardo, 2019); La caza (Amy Fajardo, 2019); Carne (Camila Kater, 2019); Benidorm 2017 (Claudia Costafreda, 2019); Zumo de sandía (Irene Moray, 2019).[15]